# 気付け薬

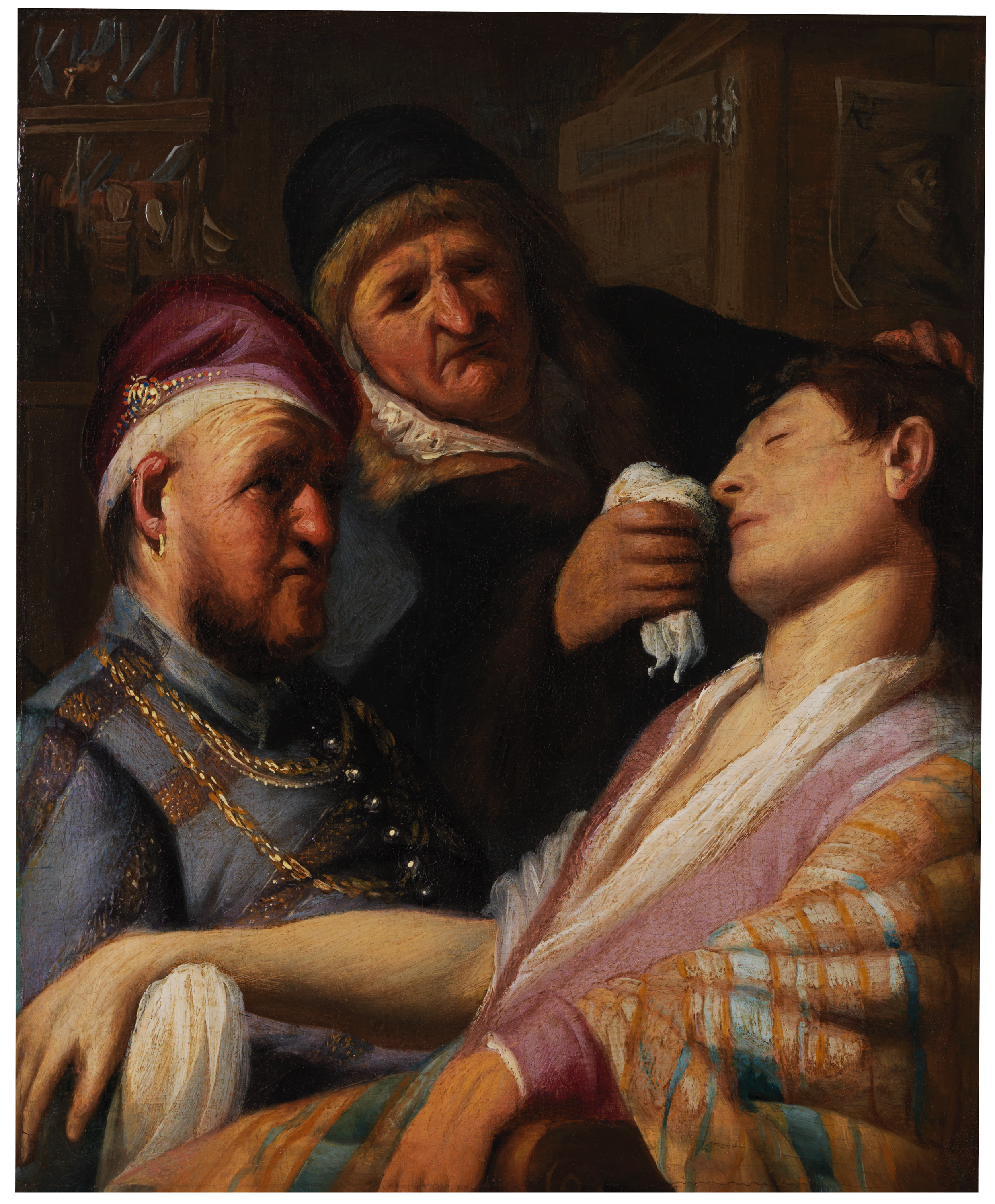
レンブラントの『失神した人（嗅覚）』

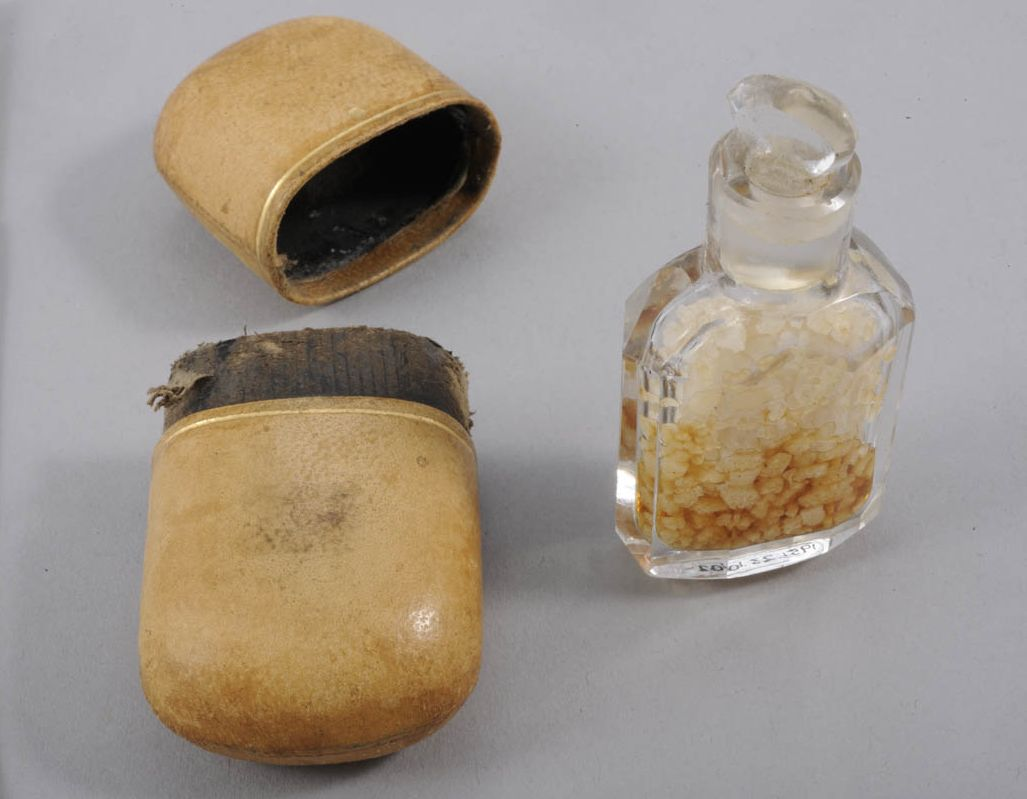
18世紀のフランス、気付け薬をアルコールや香油に溶かしてスポンジに染み込ませたものを入れた容器と容器入れ

気付け薬（きつけぐすり、英語: Smelling salts、ammonia inhalants、spirit of hartshorn、sal volatile）は、気を失いそうな人、失神した人、スポーツ選手が倒れそうな時や気合いを入れる時に嗅がせる化合物である。スメリングソルト、気付薬、 嗅ぎ塩とも呼ばれる。
通常は白色固体の炭酸アンモニウムを使用するが、アルコールや香水に混ぜた形でも使用される。

## スポーツ選手
交感神経を刺激する興奮剤であることから、意識の喪失に対して抵抗力が得られ、普段の力以上の力を発揮できる。そのためパワーリフティングなどの多くのスポーツ選手が使用している。ボクシング選手も使用していたが、多くの競技会でドクターストップの判断が難しくなるため禁止された。2005年、元アメリカンフットボール選手のマイケル・ストレイハンは、NFLプレイヤーのうち70-80％くらいが使用していると見ているとコメントしている。

## 歴史
ローマ時代から使用されており、博物学者プリニウスは Hammoniacus sal と記述している。その後、カンタベリー物語や錬金術などで記述がみられる。17世紀には鹿（ハーツ）の角や蹄から得られたため、ハーツホーンソルト、ハーツホーン・スピリットと呼ばれた。

## リスク
気付け薬としての低濃度での使用では問題ないが、長時間高濃度のアンモニアガスを嗅いでいると呼吸停止や意識障害が起きる。また、鼻粘膜や口腔粘膜を傷付ける可能性があるので、10–15cm離して使用する。
スポーツの世界では、医師によるドクターストップの判断が難しくなるため、使用を自粛する場合がある。